# Spanje op de Olympische Winterspelen 1980
Tijdens de Olympische Winterspelen van 1980, die in Lake Placid (Verenigde Staten) werden gehouden, nam Spanje voor de tiende keer deel.

## Deelnemers en resultaten

### Alpineskiën
| Olympiër                  | Discipline       | Resultaat | Prestatie                       |
| ------------------------- | ---------------- | --------- | ------------------------------- |
| Francisco Fernández Ochoa | afdaling (m)     | 27e       | 1.50,69 (+5,19)                 |
| Francisco Fernández Ochoa | reuzenslalom (m) | 22e       | 2.46,58 (+5,84) 1.23,11+1.23,47 |
| Francisco Fernández Ochoa | slalom (m)       | 22e       | 1.51,61 (+7,35) 57,31+54,30     |
| Jorge García              | reuzenslalom (m) | 23e       | 2.47,08 (+6,34) 1.23,03+1.24,05 |
| Jorge García              | slalom (m)       | dnf-2     | opgave run 2                    |
| Jorge Pérez               | reuzenslalom (m) | 14e       | 2.44,88 (+4,14) 1.22,06+1.22,82 |
| Jorge Pérez               | slalom (m)       | dnf-1     | opgave run 1                    |
| Blanca Fernández Ochoa    | reuzenslalom (v) | 18e       | 2.48,99 (+7,33) 1.18,37+1.30,62 |
| Ana María Rodríguez       | reuzenslalom (v) | dnf-1     | opgave run 1                    |
| Ana María Rodríguez       | slalom (v)       | dnf-1     | opgave run 1                    |

### Kunstrijden
| Olympiër   | Discipline | Resultaat | Prestatie               |
| ---------- | ---------- | --------- | ----------------------- |
| Gloria Mas | vrouwen    | 21e       | pc. 190,0; 126,6 punten |

### Langlaufen
| Olympiër         | Discipline | Resultaat | Prestatie              |
| ---------------- | ---------- | --------- | ---------------------- |
| José Giro        | 15 km (m)  | 55e       | 51.30,06 (+9.32,43)    |
| José Giro        | 30 km (m)  | 47e       | 1:41.57,97 (+14.55,17) |
| Emiliano Morlans | 15 km (m)  | 53e       | 50.42,33 (+8.44,70)    |
| Emiliano Morlans | 30 km (m)  | 49e       | 1:46.28,42 (+19.25,62) |

Andorra · Argentinië · Australië · België · Bolivia · Bondsrepubliek Duitsland · Bulgarije · Canada · China · Costa Rica · Cyprus · Duitse Democratische Republiek · Finland · Frankrijk · Griekenland · Groot-Brittannië · Hongarije · IJsland · Italië · Japan · Joegoslavië · Libanon · Liechtenstein · Mongolië · Nederland · Nieuw-Zeeland · Noorwegen · Oostenrijk · Polen · Roemenië · Sovjet-Unie · Spanje · Tsjecho-Slowakije · Verenigde Staten · Zuid-Korea · Zweden · Zwitserland